# 10. etape af Tour de France 2013
Tiende etape af Tour de France 2013 er en 193 km lang flad etape. Den bliver kørt tirsdag den 9. juli fra Saint-Gildas-des-Bois til Saint-Malo i Bretagne. Etapen er den første efter hviledagen i Saint-Nazaire.
Det er Saint-Gildas-des-Bois første gang som enten er start- eller målby for en etape i Tour de France, i mens det bliver Saint-Malos ottende gang som vært for løbet.